# 이시다 요시오
이시다 요시오 (1948년 8월 15일 ~ )은 일본의 바둑 기사이다. 칭호는 24세 본인방 슈호(二十四世本因坊秀芳)이다.

## 생애 및 입단
- 1948년 8월 15일 : 일본 아이치현(愛知県) 출생
- 1957년 :  기타니 미노루(木谷實) 9단의 문하생으로 바둑 입문
- 1963년 : 입단 초단(初段)
- 1964년 : 2단(二段) 승단
- 1965년 : 3단(三段) 승단
- 1966년 : 4단(四段) 승단
- 1967년 : 5단(五段) 승단
- 1969년 : 6단(六段) 승단
- 1970년 : 7단(七段) 승단
- 1973년 : 8단(八段) 승단
- 1974년 : 9단(九段) 승단

## 수상
- 1968년 : 제12기 수상배쟁탈전 우승
- 1969년 : 제1기 신예토너먼트 우승
- 1971년 : 제26기 일본 본인방전(本因坊)우승 첫 우승(상대 당시 린 하이펑(林 海峰) 9단)
- 1972년 : 제27기 일본 본인방전 우승 2연패 8단 승단
- 1973년 : 제28기 일본 본인방전 우승 3연패
- 1974년 : 제29기 일본 본인방전 우승 4연패 9단 승단(상대 당시 다케미야 마사키(武宮正樹) 7단)
- 1975년 : 제30기 일본 본인방전 우승 5연패 동시에 24세 본인방(二十四世本因坊) 취득
- 1978년 : 제26기 일본 왕좌전 우승(상대 당시 구도 노리오(工藤紀夫) 9단)
- 1983년 : 제10기 일본 천원전(天元戰)우승(상대 당시 가타오카 사토시(片岡 聡) 7단)
- 1987년 : 제34회 NHK컵 우승(상대 린 하이펑(林 海峰) 9단)
- 1988년 : 제7기 NEC컵 우승,제1회 일본 IBM배 우승
- 1990년 : 제37회 NHK컵 우승(상대 오타케 히데오(大竹　英雄) 9단)
- 2001년 : 제48회 NHK배 TV 바둑 대회 우승(상대 조치훈 9단)

## 기록
- 기도상(棋道賞) 최우수기사상
- TV 바둑 프로그램 제작자회상 수상
- 1994년 : 일본 언론인 클럽상
- 2004년 : 통산 900승 달성
- 2010년 : 통산 1000승 달성